# Castello di Ussel
Il castello di Ussel è uno dei castelli medievali della Valle d'Aosta. Si trova in cima ad un costone roccioso che domina il paese di Châtillon, in posizione tale da garantire il controllo dell'imbocco della Valtournenche e del fondovalle della Dora Baltea.

## Descrizione
Il castello sorge sopra uno scoglio di serpentinite, separato dal resto della montagna dalla faglia "Aosta-Ranzola" (di andamento est-ovest) lavorata nel corso dei secoli dal ghiacciaio pleistocenico. Il rilievo è caratterizzato da lenti di magnetite che furono sfruttate in epoche passate attraverso la coltivazione del minerale in galleria: ancora oggi attorno al castello sono visibili alcuni accessi alle miniere.

## Storia
Il castello fu costruito ex novo da Ebalo II di Challant nel 1343, al termine di complicate questioni ereditarie che coinvolsero la famiglia Challant alla morte di Ebalo Magno. Alla sua morte nel 1323 infatti Ebalo Magno nominò eredi i suoi quattro figli Pietro, Giacomo, Bonifacio e Giovanni e i due figli del suo primogenito Goffredo, morto in precedenza, con l'obbligo che ai nipoti Ebalo II e Aimone fosse lasciato metà di tutto l'asse ereditario. Si giunse ad un accordo solo nel 1337, quando i figli di Ebalo Magno riconobbero al nipote Aimone il feudo di Fénis e ad Ebalo i feudi di Saint-Marcel e Ussel.
Ad Ebalo venne riconosciuto il diritto di costruire ad Ussel un castello, ma non prima che fossero trascorsi sei anni dall'accordo, cioè a partire dal 1343.
Nei secoli successivi il castello subì la stessa sorte di molti altri manieri della Valle: nel 1470 alla morte di Francesco di Challant, ultimo signore di Ussel, il castello venne adibito a prigione e caserma, ed in seguito abbandonato.
Nel 1846 con l'estinzione dalla famiglia Challant il castello e gli altri possedimenti della zona passarono alla famiglia Passerin d'Entrèves, che lo donò infine alla Regione nel 1983.
I lavori di restauro iniziarono cinque anni dopo e terminarono nel 1999, grazie ai finanziamenti del Barone Bich, industriale originario di Châtillon famoso in tutto il mondo per le sue celebri penne a sfera Bic. Per volontà dello stesso barone oggi il museo è sede espositiva della cultura e dell'arte valdostana ed ospita pregevoli mostre temporanee durante il periodo estivo, unici mesi in cui il castello è visitabile.

Veduta aerea del castello prima del restauro degli anni '80.
Castello prima del restauro, fronti sud e est.
Castello prima del restauro, spigolo di sud ovest.

## Architettura
Durante i secoli il castello di Ussel non ha subito interventi edilizi successivi che ne abbiano modificato le caratteristiche originarie, e ciò lo rende particolarmente interessante dal punto di vista storico. Seppure in rovina fino ad anni recenti, è stato oggetto di un restauro che l'ha reso nuovamente fruibile anche all'interno durante i periodi di esposizioni.

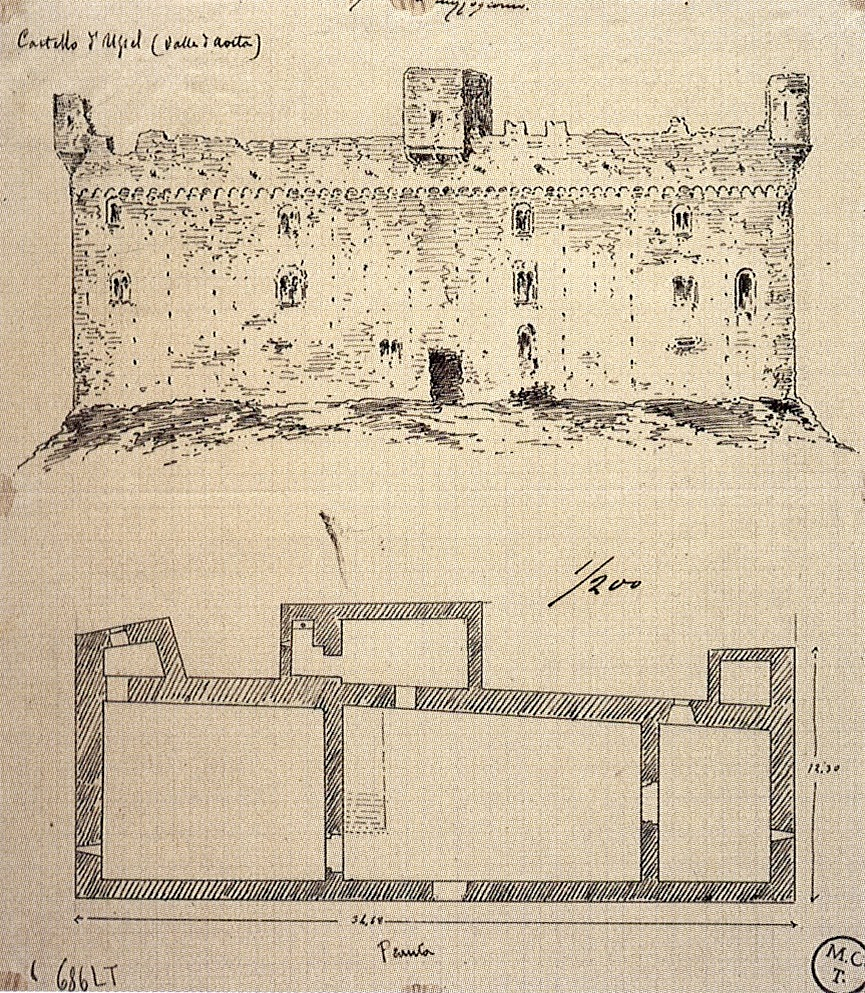
Pianta e prospetto a mezzogiorno del castello di Ussel, disegno realizzato da Alfredo D'Andrade

Il castello rappresenta una svolta nell'architettura militare valdostana: a forma di parallelepipedo, è il primo esempio di castello valdostano monoblocco e si configura a metà strada tra il contemporaneo e scenografico castello di Fénis, dall'impianto di castello primitivo perfezionato dall'articolarsi in più volumi, e le austere forme stereometriche di quello di Verrès. In particolare, a testimonianza di uno stile di vita meno spartano, si riscontrano mura perimetrali di spessore ridotto e un apparato decorativo non solo funzionale alla guerra ma anche alla vita castellana: alle feritoie si affiancano quindi finestre vere e proprie con sedili in pietra all'interno.
La sua forma trae forse ispirazione dagli edifici siriani, conosciuti durante le crociate, e da fabbricati valdostani come il corpo residenziale del castello di Bramafam ad Aosta o la casaforte di Planaval ad Arvier.
La sua pianta è rettangolare, con i lati più lunghi rivolti a sud verso il sentiero che conduce ad esso e a nord sul precipizio che domina Châtillon e la Dora Baltea. La sua posizione a strapiombo sulla roccia lo rende inaccessibile su tre lati, sottolineandone la funzione difensiva.
Il lato sud mostra una serie di bellissime bifore, tutte diverse tra loro, ed è ornato in alto da una fascia di archetti ciechi e da una vistosa merlatura. La struttura difensiva del lato è costituita da due torrette circolari in aggetto e da una caditoia sovrastante la porta di ingresso, collegate tra loro da un camminamento. La porta era in passato protetta da un rivellino di cui si intuiscono ancora le tracce.
Il lato nord presenta invece due torrette quadrangolari ai lati e un possente mastio a pianta quadrata al centro, poco più che un elemento simbolico di potenza del feudatario, lontano dall'essere l'estremo rifugio costituito invece dal dongione dei castelli primitivi.
Il tetto, alle cui falde si trovava il camminamento di ronda, permetteva il deflusso dell'acqua piovana attraverso i doccioni, con un sistema simile a quello presente nel castello di Fénis. La copertura dell'edificio, andata distrutta, è oggi stata completamente ricostruita con una cupola in materiale trasparente, ed una scala permette di accedere al tetto ed al camminamento merlato.

### Le decorazioni esterne

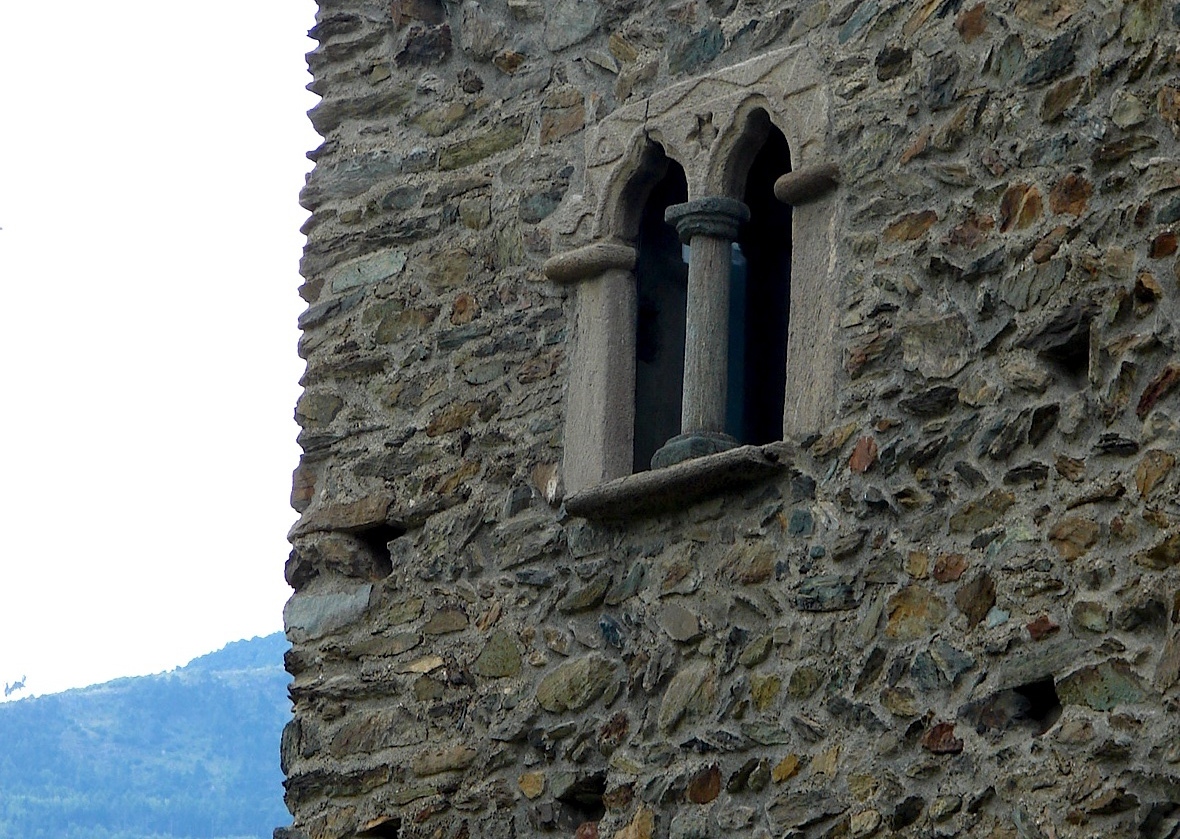
Una bifora in pietra lavorata sul lato occidentale del castello

I tre lati meno esposti all'attacco sono abbelliti da decorazioni degne di nota. Una serie di archetti ciechi in pietra scolpita si sviluppa lungo i tre quarti dell'altezza del prospetto.
Le bifore del lato sud, di cui abbiamo già accennato, sono tutte diverse tra loro sia per archetti che per colonnine, e rappresentano le più belle dell'epoca che siano presenti in Valle d'Aosta. Quella sulla facciata principale è di calcescisto, roccia risalente al periodo giurassico formatasi sul fondo dell'Oceano Tetide.
L'archivolto della porta, oggi in rovina e in parte testimoniato da due frammenti al suolo, era in pietra scolpita, a raffigurare due pesci e un simbolo ad angolo retto coronato di un punto dal significato sconosciuto.

### Gli interni
Il castello è costruito direttamente sulla viva roccia che in alcune parti affiora anche all'interno della struttura, facendo variare da tre a due il numero dei piani da cui è costituito e riduce in alcuni punti lo spazio nelle cantine.
L'interno del castello subì gravi danni a causa dei secoli di abbandono ed è stato completamente ricostruito. Il castello era probabilmente diviso in tre vani adiacenti da due muri di spina paralleli ai lati corti. Il corpo centrale era adibito a dimora del castellano, mentre quelli laterali ospitavano la cucina e gli altri ambienti di servizio.
Il riscaldamento era fornito da monumentali camini, le cui tracce sono ancora visibili ai diversi piani, sovrapposti tra loro in modo da utilizzare un'unica canna fumaria.

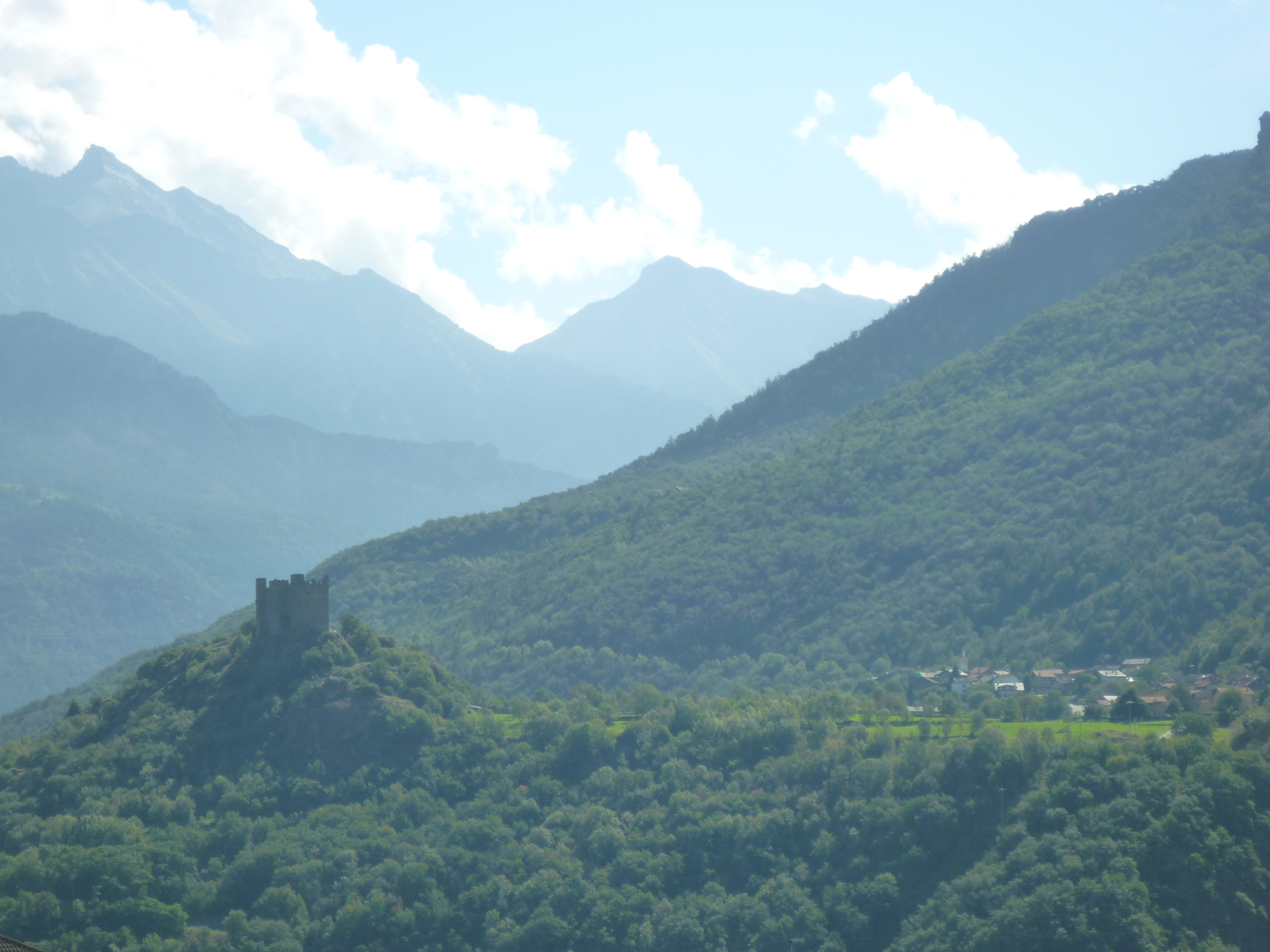
Ussel visto da Châtillon.
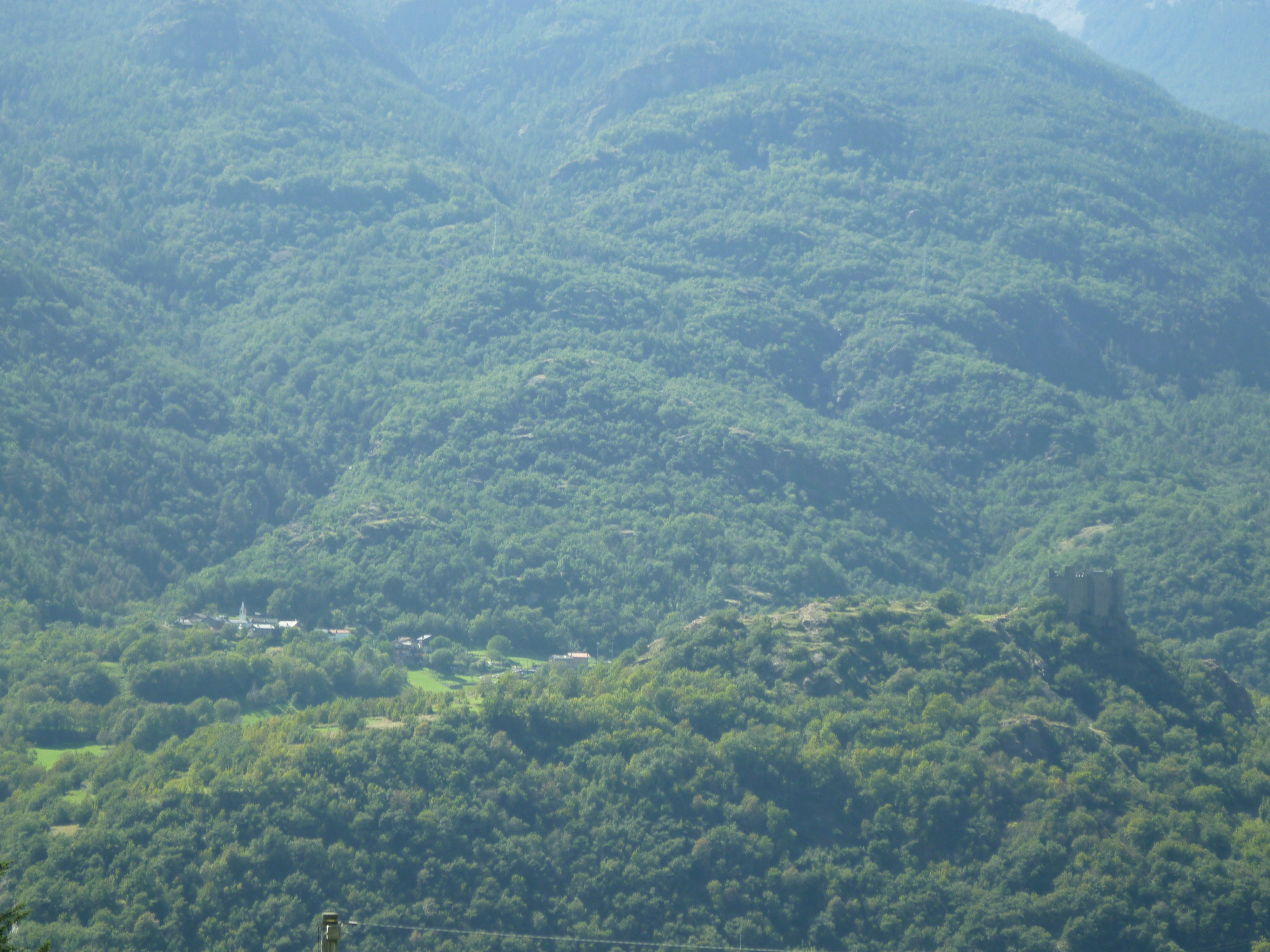
Ussel visto da Saint-Vincent.